# Ambocybe petiolata
Ambocybe petiolata är en stekelart som beskrevs av Ubaidillah och Lasalle 2000. Ambocybe petiolata ingår i släktet Ambocybe och familjen finglanssteklar.
Artens utbredningsområde är Papua Nya Guinea. Inga underarter finns listade i Catalogue of Life.